# Collada de la Serra del Pi
La Collada de la Serra del Pi és una collada situada a 1.304 m d'altitud, en el terme municipal d'Abella de la Conca, del Pallars Jussà.
És al nord-est de la caseria de la Torre d'Eroles, i enllaça les diferents masies que constituïen aquella caseria, així com el santuari de la Mare de Déu de Carrànima.
Forma part de la carena que enllaça les importants serres del sector: la de Carreu i la de Carrànima.

## Etimologia
Es tracta d'un topònim purament descriptiu: la collada que venç la Serra del Pi.